# 方廷玉
方廷玉（14世紀—15世紀），字致美，號楚崖，湖廣岳州府巴陵縣人，明朝政治人物。

## 生平
方廷玉是洪武十八年進士方必壽之子。永樂十二年（1414年）甲午科湖廣鄉試舉人，十三年（1415年）乙未科二甲第二十九名進士，改庶吉士，陞工部都水司主事，陞郎中，興建北京京城時曾上奏《節儉》、《休養》二疏，正統五年（1440年）陞浙江右布政使，正統十年（1445年）、十一年（1446年）兩次提出致仕均不獲明英宗允許。
方廷玉為人寬厚廉潔，每次入覲均免卻行李、肩途、役夫，楊溥稱他「質實而有文，和易而有守」，同輩中聲望最高，死後入祀鄉賢祠。

## 引用
1. 1 2  光緒《巴陵縣志·卷二十八·人物志一》：方廷玉，字致美，一號楚崖，永樂乙未進士，改庶吉士 方啟參《族譜別傳》：以庶吉士改工部都水司主事，遷工部郎中，時燕京創造，上《節儉》、《休養》二疏 丙寅府志：居十二年，累擢至浙江布政使，擢浙江右布政使致仕 丙寅府志：為人寬厚廉潔，每入覲，行李、肩途、供夫役悉卻之，楊溥稱其質實而文，和易有守。 《一統志》、丙寅府志，舊祀鄉賢
2. ↑  《古今圖書集成·明倫彙編·卷二百九十四·方姓部列傳二》：方必壽 按《巴陵縣志》 必壽，洪武乙丑進士，知宛平，擢北平太守，歷陝西按察使，操履堅確，赫然有聲。子廷玉。
3. ↑  光緒《巴陵縣志·卷二十二·選舉志一》：（永樂）十二年甲午（舉人） 方廷玉……十三年乙未（進士） 方廷玉 《題名碑錄》作方庭玉，賜進士出身
4. ↑  《明英宗睿皇帝實錄·卷一百二十五》：（正統十年正月）浙江右布政使方廷玉自陳年老有疾乞致仕，上以其精力未衰仍命復任。
5. ↑  《明英宗睿皇帝實錄·卷一百四十一》：（正統十一年五月）壬午浙江右布政使方廷玉九年任滿以年老乞致仕，上命仍復職。
6. ↑  乾隆《岳州府志·卷二十二·人物志·郡賢》：方廷玉，字致美，巴陵人，永樂乙未進士，由翰林改工部主事，歷郎中，時燕京營建，土木繁興，廷玉上《節儉》、《休養》二疏，居十二年累擢至浙江布政使。廷玉為人寬厚廉潔，每入覲，行李、肩途、供夫役悉卻之，石首楊溥曰：「致美質實而有文，和易而有守，廉聲德望迥出同輩。」入《明一統志》，舊祀鄉賢。